# 246 TCN
246 TCN là một năm trong lịch La Mã. 